# Keten van de Onafhankelijkheid
De Keten van de Onafhankelijkheid of "Qiladat al-Istiqlal" werd in 1978 door de Emir van Qatar, Sjeik Khalifa bin Hamad Al Thani ingesteld. Qatar was in 1971 onafhankelijk geworden.
De keten is de hoogste Qatarese onderscheiding en wordt aan bevriende staatshoofden toegekend. De keten is van goud en heeft veertien gouden schakels met daarop symbolen van Qatar, zoals de dhow, de kunstmestfabriek, een palm of een pijl-en-boog. Andere schakels dragen de moto's "Religie, Wetenschap, Justitie, Orde, Werk" en "Moraal". Tussen de schakels zijn kunstig gesmede gouden arabesken bevestigd zodat de keten uit 26 delen bestaat. De keten komt bijeen in een grote gouden arabesk, daaraan hangt een gouden arabesk gelijk aan die van de ketens als verbinding met het kleinood van de orde.
De aan de keten bevestigde gouden ster draagt in het gouden medaillon een afbeelding van het wapen van Qatar, "een dhow en een palm boven twee gekruiste kromzwaarden". Op de gouden ring staat in verhoogde gouden letters "De Staat Qatar-Orde van Onafhankelijkheid". Rond dit insigne zijn zes gouden arabesken gegroepeerd.Aan de orde zijn geen ster of lint verbonden.
Men kan de keten zien als de hoogste graad van de in 1978 ingestelde Orde van de Onafhankelijkheid of "Wisam al-Istiqlal-i-Daulat al-Qatari".

## Decorati
- Mohammed VI van Marokko, (Keten)